# Janne Malm
Janne Malm, född 1966, är en svensk musiker och låtskrivare från Bollnäs. Keyboardist i popbandet Bebop!. Janne har även medverkat som låtskrivare och musiker på kultbandet Ola och potatisarnas skivor.

## Diskografi
- Kärleken tur & retur cd, EMI 1990
- Jorden håller party cd, Polydor 1992

### Singlar
- Gå nu 7", EMI 1990,
- Du gömmer dej för mej 7", EMI 1990,
- Fast jag letar 7", EMI 1991,
- Lever du? CDS, Polydor 1992,
- Regnbågeen CDS, Polydor 1992,
- Snurra på CDS, MCA 1996